# Premi BAFTA 1990
La 43ª edizione dei British Academy Film Awards, conferiti dalla British Academy of Film and Television Arts alle migliori produzioni cinematografiche del 1989, ha avuto luogo l'11 marzo 1990.

## Vincitori e nomination

### Miglior film
- L'attimo fuggente (Dead Poets Society), regia di Peter Weir
- Harry, ti presento Sally... (When Harry Met Sally...), regia di Rob Reiner
- Il mio piede sinistro (My Left Foot: The Story of Christy Brown), regia di Jim Sheridan
- Shirley Valentine - La mia seconda vita (Shirley Valentine), regia di Lewis Gilbert

### Miglior film non in lingua inglese
- La vita e niente altro (La vie et rien d'autre), regia di Bertrand Tavernier
- Donne sull'orlo di una crisi di nervi (Mujeres al borde de un ataque de nervios), regia di Pedro Almodóvar
- Pelle alla conquista del mondo (Pelle erobreren), regia di Bille August
- Salaam Bombay!, regia di Mira Nair

### Miglior regista
- Kenneth Branagh – Enrico V (Henry V)
- Peter Weir – L'attimo fuggente (Dead Poets Society)
- Stephen Frears – Le relazioni pericolose (Dangerous Liaisons)
- Alan Parker – Mississippi Burning - Le radici dell'odio (Mississippi Burning)

### Miglior attore protagonista
- Daniel Day-Lewis – Il mio piede sinistro (My Left Foot: The Story of Christy Brown)
- Kenneth Branagh – Enrico V (Henry V)
- Dustin Hoffman – Rain Man - L'uomo della pioggia (Rain Man)
- Robin Williams – L'attimo fuggente (Dead Poets Society)

### Miglior attrice protagonista
- Pauline Collins – Shirley Valentine - La mia seconda vita (Shirley Valentine)
- Glenn Close – Le relazioni pericolose (Dangerous Liaisons)
- Jodie Foster – Sotto accusa (The Accused)
- Melanie Griffith – Una donna in carriera (Working Girl)

### Miglior attore non protagonista
- Ray McAnally – Il mio piede sinistro (My Left Foot: The Story of Christy Brown)
- Marlon Brando – Un'arida stagione bianca (A Dry White Season)
- Sean Connery – Indiana Jones e l'ultima crociata (Indiana Jones and the Last Crusade)
- Jack Nicholson – Batman

### Miglior attrice non protagonista
- Michelle Pfeiffer – Le relazioni pericolose (Dangerous Liaisons)
- Peggy Ashcroft – Madame Sousatzka
- Laura San Giacomo – Sesso, bugie e videotape (Sex, Lies, and Videotape)
- Sigourney Weaver – Una donna in carriera (Working Girl)

### Miglior sceneggiatura originale
- Nora Ephron – Harry, ti presento Sally... (When Harry Met Sally...)
- Ronald Bass, Barry Morrow – Rain Man - L'uomo della pioggia (Rain Man)
- Tom Schulman – L'attimo fuggente (Dead Poets Society)
- Steven Soderbergh – Sesso, bugie e videotape (Sex, Lies, and Videotape)

### Miglior sceneggiatura non originale
- Christopher Hampton – Le relazioni pericolose (Dangerous Liaisons)
- Shane Connaughton, Jim Sheridan – Il mio piede sinistro (My Left Foot: The Story of Christy Brown)
- Frank Galati, Lawrence Kasdan – Turista per caso (The Accidental Tourist)
- Willy Russell – Shirley Valentine - La mia seconda vita (Shirley Valentine)

### Miglior fotografia
- Peter Biziou – Mississippi Burning - Le radici dell'odio (Mississippi Burning)
- Kenneth MacMillan – Enrico V (Henry V)
- Philippe Rousselot – Le relazioni pericolose (Dangerous Liaisons)
- Philippe Rousselot – L'orso (L'ours)
- John Seale, Alan Root – Gorilla nella nebbia (Gorillas in the Mist: The Story of Dian Fossey)

### Miglior scenografia
- Dante Ferretti – Le avventure del barone di Munchausen (The Adventures of Baron Munchausen)
- Stuart Craig – Le relazioni pericolose (Dangerous Liaisons)
- Anton Furst – Batman
- Tim Harvey – Enrico V (Henry V)

### Migliore colonna sonora originale
- Maurice Jarre – L'attimo fuggente (Dead Poets Society)
- George Fenton – Le relazioni pericolose (Dangerous Liaisons)
- Trevor Jones – Mississippi Burning - Le radici dell'odio (Mississippi Burning)
- Carly Simon – Una donna in carriera (Working Girl)

### Miglior montaggio
- Gerry Hambling – Mississippi Burning - Le radici dell'odio (Mississippi Burning)
- William Anderson – L'attimo fuggente (Dead Poets Society)
- Mick Audsley – Le relazioni pericolose (Dangerous Liaisons)
- Stu Linder – Rain Man - L'uomo della pioggia (Rain Man)

### Migliori costumi
- Gabriella Pescucci – Le avventure del barone di Munchausen (The Adventures of Baron Munchausen)
- Bob Ringwood – Batman
- James Acheson – Le relazioni pericolose (Dangerous Liaisons)
- Phyllis Dalton – Enrico V (Henry V)

### Miglior trucco
- Maggie Weston, Fabrizio Sforza –  Le avventure del barone di Munchausen (The Adventures of Baron Munchausen)
- Paul Engelen, Nick Dudman – Batman
- Ken Jennings – Il mio piede sinistro (My Left Foot: The Story of Christy Brown)
- Jean-Luc Russier – Le relazioni pericolose (Dangerous Liaisons)

### Miglior sonoro
- Bill Phillips, Danny Michael, Robert J. Litt, Elliot Tyson, Rick Kline –  Mississippi Burning - Le radici dell'odio (Mississippi Burning)
- Richard Hymns, Tony Dawe, Ben Burtt, Gary Summers, Shawn Murphy –  Indiana Jones e l'ultima crociata (Indiana Jones and the Last Crusade)
- Don Sharpe, Tony Dawe, Bill Rowe –  Batman
- Campbell Askew, David Crozier, Robin O'Donoghue –  Enrico V (Henry V)

### Migliori effetti speciali
- Ken Ralston, Michael Lantieri, John Bell, Steve Gawley –  Ritorno al futuro - Parte II (Back to the Future Part II)
- Derek Meddings, John Evans –  Batman
- George Gibbs, Michael J. McAlister, Mark Sullivan, John Ellis –  Indiana Jones e l'ultima crociata (Indiana Jones and the Last Crusade)
- Kent Houston, Richard Conway –  Le avventure del barone di Munchausen (The Adventures of Baron Munchausen)

### Miglior film di animazione
- Una fantastica gita (A Grand Day Out), regia di Nick Park
- Creature Comforts, regia di Nick Park
- Egoli, regia di Karen Kelly
- War Story, regia di Peter Lord

### Miglior cortometraggio
- The Candy Show, regia di Peter Hewitt
- Carmela Campo, regia di Ariel Piluso
- Tight Trousers, regia di Metin Hüseyin
- Uhloz, regia di Guy Jacques